# Alseno
Alseno – miejscowość i gmina we Włoszech, w regionie Emilia-Romania, w prowincji Piacenza.
Według danych na rok 2004 gminę zamieszkiwało 4661 osób, 84,7 os./km².